# ایمرخوی
ایمرخوی (به لاتین: Imerkhevi) یک منطقهٔ مسکونی در گرجستان است که در ناحیه گاگرا واقع شده‌است. ایمرخوی ۲۴ نفر جمعیت دارد و ۳۵۰ متر بالاتر از سطح دریا واقع شده‌است.